# Thomas Hafstad
Thomas Hafstad (Narvik, 13 marzo 1974) è un ex calciatore norvegese, di ruolo difensore.

## Carriera

### Club
Hafstad giocò tutta la carriera con la maglia del Tromsø. Debuttò nella Tippeligaen l'8 maggio 1994, schierato titolare e andato a segno nella vittoria per due a zero in casa del Viking. Totalizzò 253 incontri con questa squadra, con 32 reti messe a referto.
Vinse la coppa di Norvegia nel 1996

### Nazionale
Hafstad disputò 7 gare con la Norvegia under 21. Esordì il 2 febbraio 1994, nel pareggio per tre a tre contro la Danimarca under 21: subentrò a Geir Atle Undheim.